# Nova Widianto
Nova Widianto (10 de octubre de 1977) es un deportista indonesio que compitió en bádminton, en la modalidad de dobles mixto.
Participó en dos Juegos Olímpicos de Verano en los años 2004 y 2008, obteniendo una medalla de plata en Pekín 2008 en la prueba de dobles mixto. Ganó tres medallas en el Campeonato Mundial de Bádminton entre los años 2005 y 2009.

## Palmarés internacional
| Juegos Olímpicos   | Juegos Olímpicos         | Juegos Olímpicos | Juegos Olímpicos |
| Año                | Lugar                    | Medalla          | Prueba           |
| ------------------ | ------------------------ | ---------------- | ---------------- |
| 2008               | Pekín (China)            | Medalla de plata | Dobles mixto     |
| Campeonato Mundial |                          |                  |                  |
| Año                | Lugar                    | Medalla          | Prueba           |
| 2005               | Anaheim (Estados Unidos) | Medalla de oro   | Dobles mixto     |
| 2007               | Kuala Lumpur (Malasia)   | Medalla de oro   | Dobles mixto     |
| 2009               | Hyderabad (India)        | Medalla de plata | Dobles mixto     |